# Ketil
Ketil est un chef viking païen qui vivait dans la seconde moitié du IXe siècle.

## Biographie
L'origine de Ketil est incertaine mais il est issu soit du royaume de Norvège soit du royaume du Danemark. Jarl des îles Hébrides au nord de l'Écosse, c'est probablement un Norvégien.
Après avoir ravagé la Gaule (notamment l'ouest), s'enfonçant loin à l'intérieur des terres par la Loire, et après avoir participé au siège de Paris durant l'hiver 885/886, siège orchestré par le chef Siegfried, il est battu et peu après capturé par les hommes du roi Eudes Ier. Il est contraint de demander la paix et de se convertir au christianisme, conversion qu'il accepte bon gré mal gré. C'est ainsi qu'il est conduit à Limoges pour recevoir le baptême : alors qu'il est en train de se faire baptiser dans l'église de la cité, il est assassiné par un certain Ingon, porte-étendard du roi Eudes :
« …il dégaina son épée, et se dirigea vers le Viking qui lui tournait le dos. Il le transperça d'un coup net. L'épée broya ses côtes et sortit au niveau de son torse. Les fonts sacrés furent souillés de sang, l'abbé recula et continua de fixer Ketil avec stupéfaction. Celui-ci, tenta de se maintenir debout. Les bras ballants, il finit par s'écrouler…. »
— Richer de Reims, Quatre livres d'histoires.
Ingon est néanmoins jugé pour cet acte, mais finalement pardonné. Un argument bien précis dans sa défense finit par remporter l'assentiment du roi Eudes, Ingon déclarant : « si celui-ci est mort dans la foi, alors il aura été rendu à la vie en allant au paradis… ».

## Paternité de Rollon

Le périple de Rollon.

De nos jours, la thèse communément admise est que Rollon est le fils de Rognevald, jarl de Möre en Norvège. Par contre, il est possible que Ketil fut, non pas le géniteur, mais le père adoptif de Rollon (peut-être une adoption par les armes lorsque Rollon vivait aux Hébrides après avoir été banni de Norvège dans les années 870).
Richer de Reims, historien de la fin du Xe siècle, mentionne le fait que ce chef viking était le père de Rollon, futur comte de Rouen et 1er duc de Normandie (911). Dans ses écrits en latin (I:XXVIII), il mentionne Rollon comme étant Duce Rollone filio Catilli :
« Dum haec gerebantur, Rotbertus Celticae Galliae dux piratas acriter impetebat. Irruperant enim, duce Rollone filio Catilli, intra Neustriam repentini [...] »
« Pendant ce temps là, Robert, duc en Gaule Celtique, affrontait vaillamment des pillards. Ils avaient fait soudainement irruption en Neustrie sous le commandement de Rollon, fils de Ketil [...] »
Le célèbre auteur islandais de sagas, Snorri Sturluson, qui écrit bien plus tard (XIIIe siècle), ne mentionne pas Ketil comme étant le père de Rollon.

## Sources primaires
- Richer de Reims, Histoire de France, fin du Xe siècle.